# Miroslav Tyrš

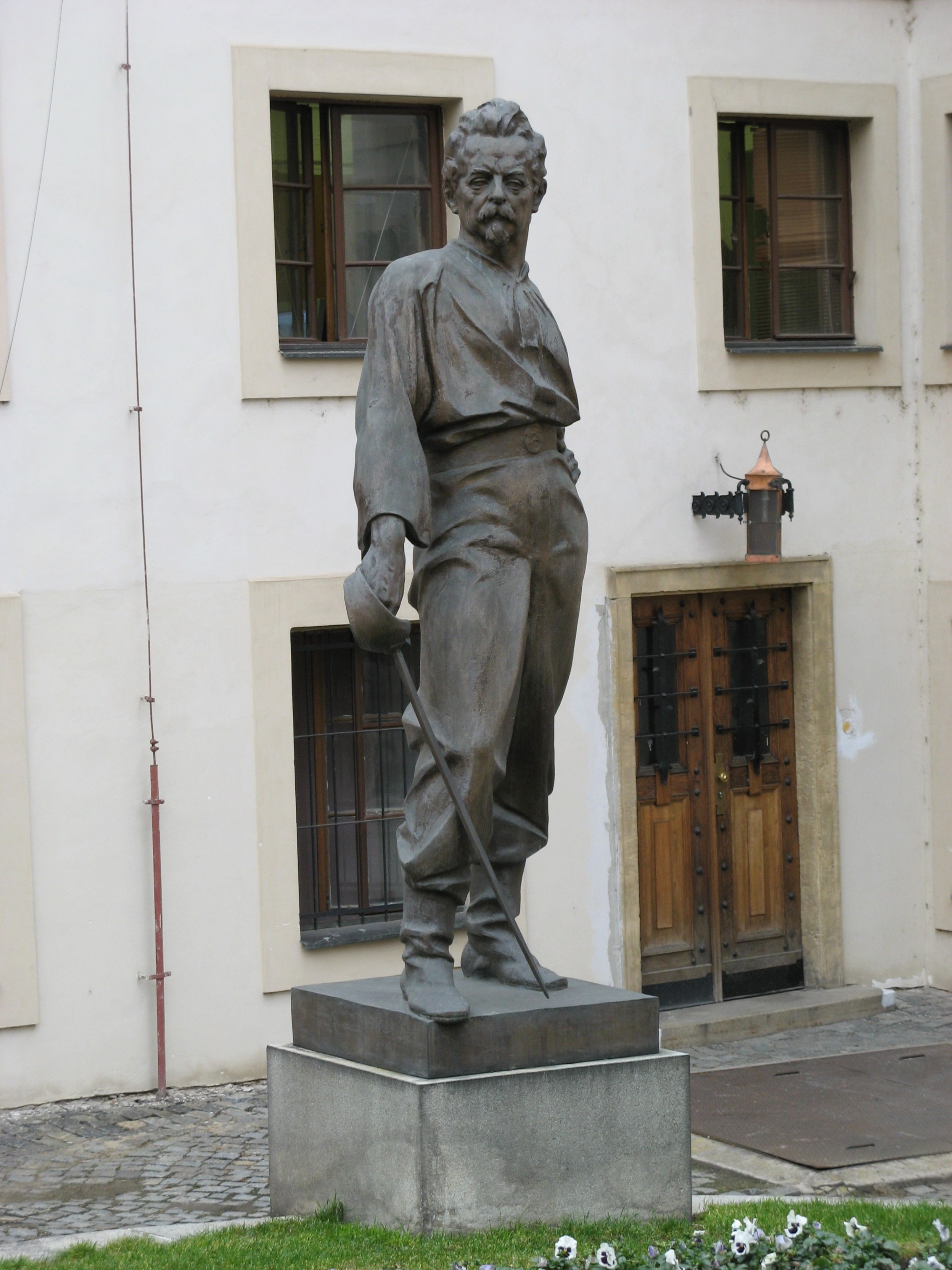
Statue de Miroslav Tyrš réalisée par Ladislav Šaloun en 1926

Miroslav Tyrš (17 septembre 1832, Tetschen, Empire d'Autriche (aujourd'hui Děčín, République tchèque - 8 août 1884, Oetz (Tyrol)) est le fondateur du mouvement tchèque du Sokol.

## Biographie

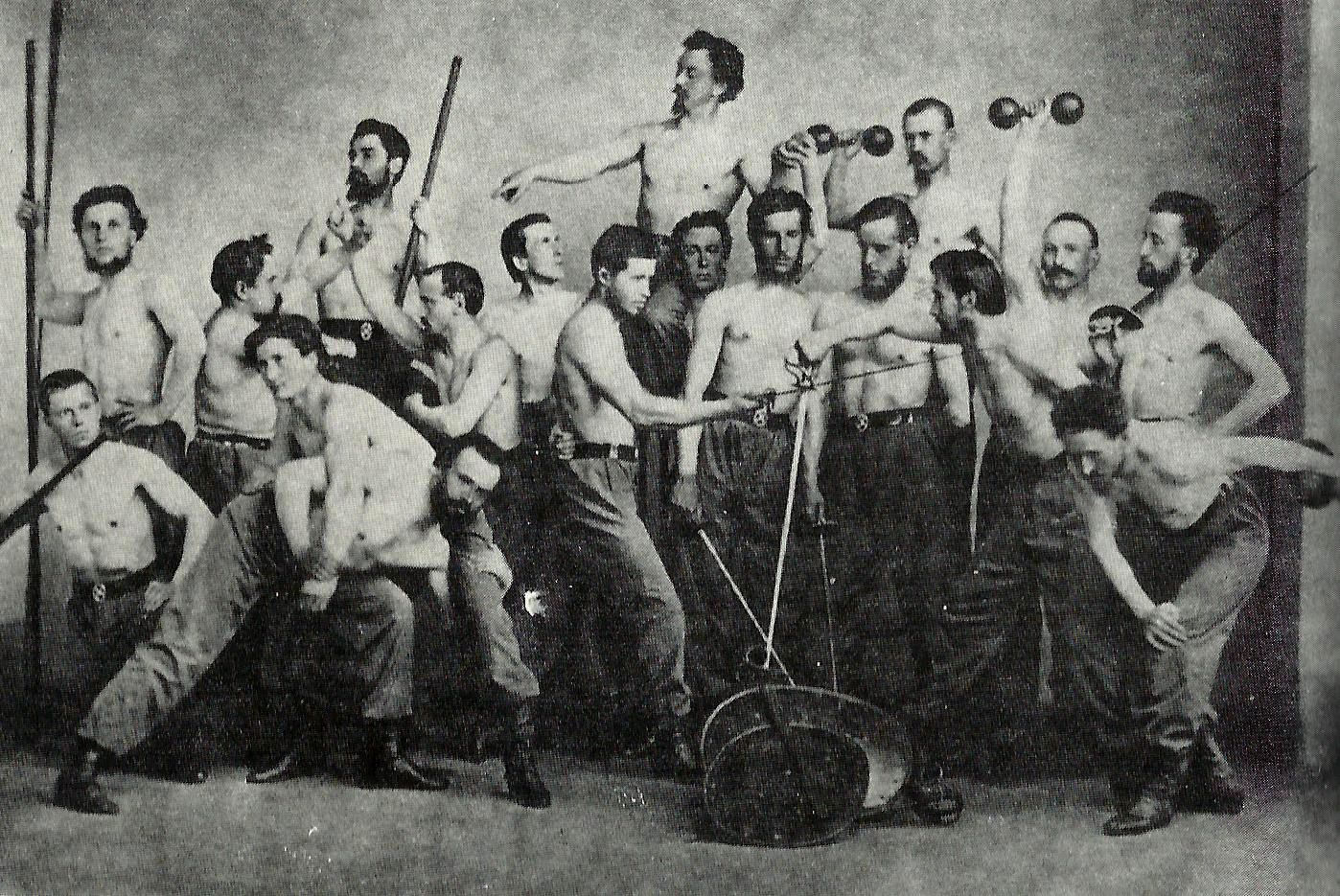
Miroslav Tyrš et des membres du Sokol

Il naît dans une famille germanophone en 1834 et porte alors le nom de Friedrich Emanuel Tirsch. Il est orphelin à 7 ans. Pendant son enfance et ses études à l'Université Charles il est marqué par le courant du nationalisme romantique : Il a 16 ans en 1848 quand les révolutions nationales embrasent l'Europe et que les « barricades de la Pentecôte » s'élèvent en Bohême. Cependant il ne s'engage pour la cause nationale tchèque qu'à partir des années 1860. C'est alors qu'il adopte la forme slave de son nom et abandonne sa culture germanique. Il étudie la philosophie, discipline qu'il enseignera par la suite. Il se prend de passion pour les idéaux des Grecs Anciens. Se référant aux Grecs et à la maxime de Juvenal « mens sana in corpore sano », il est convaincu que la santé et la beauté du corps sont inséparables de la beauté de l'esprit. Il considère que le développement de l'esprit ne peut se faire sans le développement du corps, à l'échelle de l'individu comme à l'échelle d'une nation. Pendant la préparation de son doctorat de philosophie il travaille comme percepteur des enfants d'un industriel allemand dans le Nord de la Bohême, près de Jáchymov. Il se familiarise avec l'éducation physique et la pédagogie. De cette rencontre entre patriotisme et sport, naîtra le mouvement Sokol en 1862 qu'il fonde avec Jindřich Fügner, Eduard Grégr et son frère Julius, Josef Mánes, Jan Neruda, Jan Evangelista Purkyně, Karolina Světlá et quelques autres.
Il le dirigera jusqu'à sa mort par noyade en 1884 dans des circonstances troubles. Il reste le personnage emblématique du Sokol.
Le palais Michna (Michnův palác), du nom des Michna de Vacinov qui l'ont construit, a été rebaptisé maison Tyrš (Tyršův dům) en 1921 en l'honneur du fondateur du Sokol, alors que ce bâtiment devient le siège social du mouvement gymnique.